# Agate Fossil Beds nationalmonument

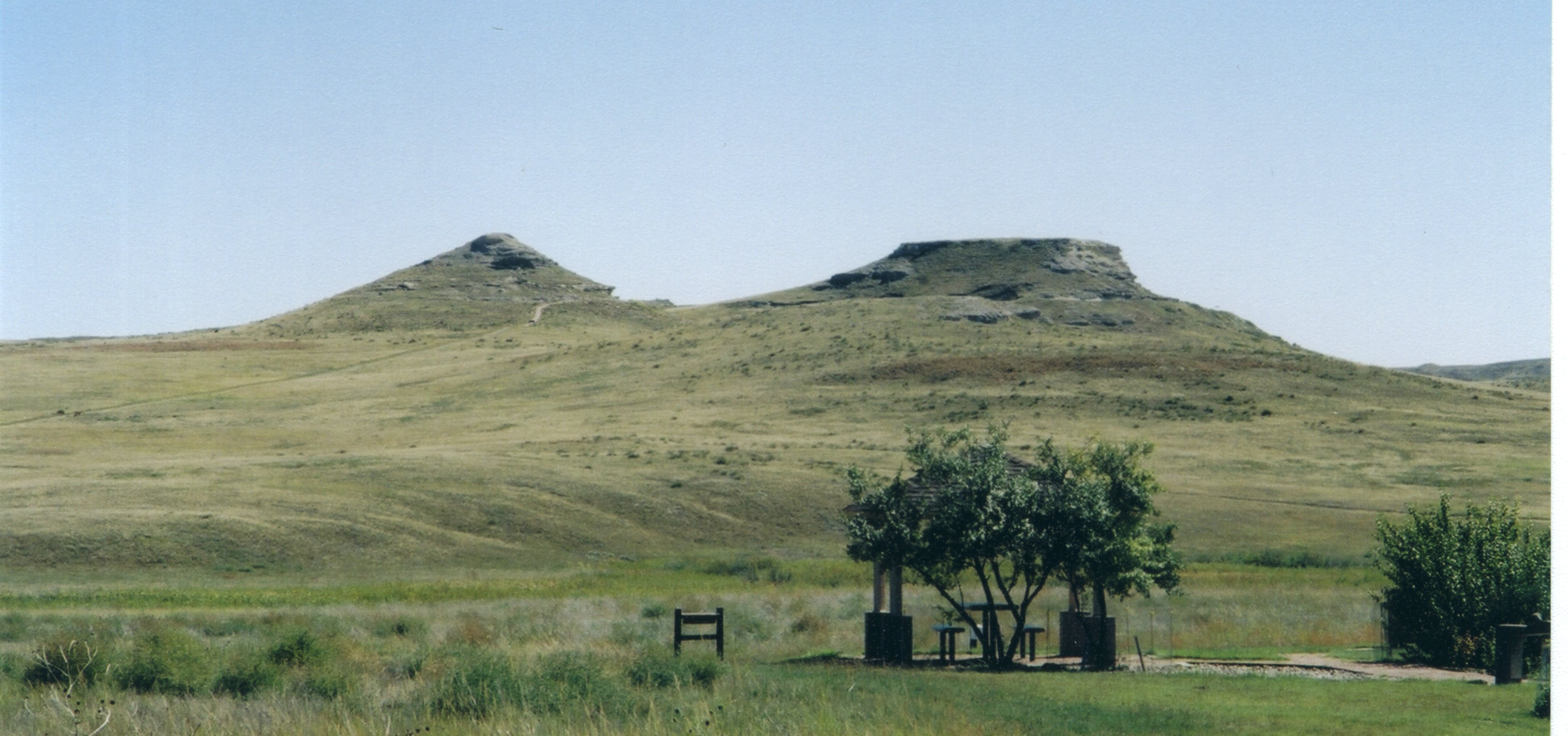
Agate Fossil Beds nationalmonument

Agate Fossil Beds nationalmonument ligger i delstaten Nebraska i USA. Mitt på prärien finns en oerhört artrik samling fossil som man kan nå via promenader och vandringsleder. Fyndigheterna upptäcktes 1904 av paleontologen Olof A Peterson, född i Helgum, Ångermanland 1865. De flesta av fossilen är så otydliga att bara entusiasterna kan finna något av intresse, till skillnad från till exempel Dinosauriernas nationalmonument.
I besökscentret finns förutom utställningar om de fossil som finns där även James Cooks samling med indianföremål. James Cook var jordbrukare och bodde i området och var god vän med flera Lakotaindianerna och deras hövding Red Cloud. När de kände att deras kultur och sätt att leva var allvarligt hotade började de skänka saker till James Cook för att han skulle bevara dem. Det var utsökt hantverk såväl som vardagsföremål.